# Liste der Länderspiele der Futsalnationalmannschaft von Französisch-Guayana
Die nachfolgende Liste enthält alle Länderspiele der Futsalnationalmannschaft von Französisch-Guayana der Männer, die der Fußballverband von Französisch-Guayana, die Ligue de football de la Guyane (LFG), im Jahr 2013 gegründet hat. Futsal ist die einzige von der FIFA anerkannte Variante des Hallenfußballs. Bisher wurden zwei Länderspiele ausgetragen, die jedoch alle von der FIFA nicht anerkannt werden, da die LFG kein FIFA-Mitglied ist.

## Länderspielübersicht
Legende
- Erg. = Ergebnis
- n. V. = nach Verlängerung
- i. S. = im Sechsmeterschießen
- abg. = Spielabbruch
- H = Heimspiel
- A = Auswärtsspiel
- * = Spiel auf neutralem Platz
- Hintergrundfarbe grün = Sieg
- Hintergrundfarbe gelb = Unentschieden
- Hintergrundfarbe rot = Niederlage

| Nr.                    | Datum      | Erg.          | Gegner   |   | Austragungsort                                         | Anlass          | Bemerkungen 1 |
| ---------------------- | ---------- | ------------- | -------- | - | ------------------------------------------------------ | --------------- | --- |
| 1                      | 24.04.2014 | 5:5 1:3 i. S. | Suriname | H | Cayenne, Centre sportif départemental Georges Donzenac | Futsal Day 2014 | Es wurde keine Verlängerung gespielt Erstes Heimspiel Erstes Unentschieden Erstes Heimunentschieden Höchstes Unentschieden Höchstes Heimunentschieden Erstes Länderspiel gegen Suriname |
| 2                      | 20.03.2015 | 2:4           | Suriname | H | Matoury, Palais régional omnisports Georges Theolade   | Futsal Day 2015 | Erste Niederlage Erste Heimniederlage Höchste Niederlage Höchste Heimniederlage |
| Stand: 27. August 2018 |            |               |          |   |                                                        |                 | |

## Statistik
In der Statistik werden nur die offiziellen Länderspiele berücksichtigt.
Legende
- Sp. = Spiele
- Sg. = Siege
- Uts. = Unentschieden
- Ndl. = Niederlagen
- Hintergrundfarbe grün = positive Bilanz
- Hintergrundfarbe gelb = ausgeglichene Bilanz
- Hintergrundfarbe rot = negative Bilanz

### Gegner
| Land     | Kontinentalverband | Sp. | Sg. | Uts. | Ndl. | Torverhältnis |
| -------- | ------------------ | --- | --- | ---- | ---- | ------------- |
| Suriname | CONCACAF           | 2   | 0   | 1    | 1    | 0 7:9 2       |
| Gesamt   | Gesamt             | 2   | 0   | 1    | 1    | 7:9           |

### Kontinentalverbände
| Kontinentalverband                 | Sp. | Sg. | Uts. | Ndl. | Torverhältnis |
| ---------------------------------- | --- | --- | ---- | ---- | ------------- |
| AFC (Asien)                        | 0   | 0   | 0    | 0    | 0:0           |
| CAF (Afrika)                       | 0   | 0   | 0    | 0    | 0:0           |
| CONCACAF (Nord- und Mittelamerika) | 2   | 0   | 1    | 1    | 0 7:9 2       |
| CONMEBOL (Südamerika)              | 0   | 0   | 0    | 0    | 0:0           |
| OFC (Ozeanien)                     | 0   | 0   | 0    | 0    | 0:0           |
| UEFA (Europa)                      | 0   | 0   | 0    | 0    | 0:0           |
| Gesamt                             | 2   | 0   | 1    | 1    | 7:9           |

### Anlässe
| Anlass              | Sp. | Sg. | Uts. | Ndl. | Torverhältnis |
| ------------------- | --- | --- | ---- | ---- | ------------- |
| Futsal Day-Spiele   | 2   | 0   | 1    | 1    | 0 7:9 2       |
| Freundschaftsspiele | 0   | 0   | 0    | 0    | 0:0           |
| Gesamt              | 2   | 0   | 1    | 1    | 7:9           |

### Spielarten
| Spielart                       | Sp. | Sg. | Uts. | Ndl. | Torverhältnis |
| ------------------------------ | --- | --- | ---- | ---- | ------------- |
| Heimspiele (H)                 | 2   | 0   | 1    | 1    | 0 7:9 2       |
| Spiele auf neutralem Platz (*) | 0   | 0   | 0    | 0    | 0:0           |
| Auswärtsspiele (A)             | 0   | 0   | 0    | 0    | 0:0           |
| Gesamt                         | 2   | 0   | 1    | 1    | 7:9           |

### Austragungsorte
| Austragungsort | Land                | Sp. | Sg. | Uts. | Ndl. | Torverhältnis |
| -------------- | ------------------- | --- | --- | ---- | ---- | ------------- |
| Cayenne        | Französisch-Guayana | 1   | 0   | 1    | 0    | 0 5:5 2       |
| Matoury        | Französisch-Guayana | 1   | 0   | 0    | 1    | 2:4           |
| Gesamt         | Gesamt              | 2   | 0   | 1    | 1    | 7:9           |

### Spielergebnisse
|      | Gegentore | Gegentore | Gegentore | Gegentore | Gegentore | Gegentore |
| Tore | 0         | 1         | 2         | 3         | 4         | 5         |
| ---- | --------- | --------- | --------- | --------- | --------- | --------- |
| 0    | -         | -         | -         | -         | -         | -         |
| 1    | -         | -         | -         | -         | -         | -         |
| 2    | -         | -         | -         | -         | 1         | -         |
| 3    | -         | -         | -         | -         | -         | -         |
| 4    | -         | -         | -         | -         | -         | -         |
| 5    | -         | -         | -         | -         | -         | 0 1 2     |

## Weitere Spiele

### Spiele gegen Auswahlmannschaften
| Nr. | Datum      | Erg. | Gegner |   | Austragungsort                                         | Anlass          | Bemerkungen |
| --- | ---------- | ---- | ------ | - | ------------------------------------------------------ | --------------- | ----------- |
| –   | 26.04.2014 | 6:4  | Amapá  | H | Cayenne, Centre sportif départemental Georges Donzenac | Futsal Day 2014 |             |
| –   | 19.03.2015 | 2:3  | Amapá  | H | Matoury, Palais régional omnisports Georges Theolade   | Futsal Day 2015 |             |

### Spiele gegen Junioren-Nationalmannschaften
| Nr. | Datum      | Erg. | Gegner          |   | Austragungsort                                       | Anlass          | Bemerkungen |
| --- | ---------- | ---- | --------------- | - | ---------------------------------------------------- | --------------- | ----------- |
| –   | 21.03.2015 | 2:5  | Frankreich U-21 | H | Matoury, Palais régional omnisports Georges Theolade | Futsal Day 2015 |             |